# Temporada 2018 de la Liga Femenina de Básquetbol
La Temporada 2018 de la Liga Femenina de Básquetbol fue la segunda temporada de la liga de baloncesto femenina creada por la Asociación de Clubes y organizada por la misma junto con la CABB. Contó con dos torneos distintos.
El primer torneo comenzó el 9 de marzo de 2018 con la disputa de todos los partidos en un mismo estadio, el Estadio Héctor Etchart de Ferro de Buenos Aires en lo que la organización denominó «Open Day». En esta temporada participarán ocho equipos, tres menos que en la temporada pasada. Se esperaba la presencia de seis equipos más que luego desistieron de participar, que fueron Salta Basket, Ciclista Olímpico, Hindú de Resistencia, Estrella de Berisso, Atlético Lanús y Peñarol.
En esta temporada se firmó un convenio de trabajo en conjunto de la AdC y la Liga de Basquete Feminino de Brasil. Del convenio participó Ricardo Molina por parte de la liga brasilera y Fabián Borro, de la AdC, y Sebastián Bilancieri, director deportivo de la Liga Femenina por la parte Argentina. «Comenzamos aquí una nueva etapa que será de asociación entre las Ligas para futuras competiciones, como InterLigas o mismo el regreso de la Liga Sudamericana de clubes femeninos.» dijo Molina al respecto. Además se incluyó un combinado argentino para el juego de las estrellas de la liga brasilera.
El primer campeón de la temporada fue Quimsa, que en El templo del rock venció al local Obras Basket 75 a 74 en tiempo suplementario y logró su primer título en este torneo. Natalia Ríos, de Quimsa, fue la jugadora más valiosa de la final.
Además, de cara al segundo torneo, se creó la "Liga de Desarrollo" para la rama femenina, un torneo similar al masculino, y un torneo de 3x3.
El segundo torneo contó con los mismos participantes y fue ganado por Deportivo Berazategui, que en el estadio de Independiente BBC de Santiago del Estero venció a Quimsa y logró su primer título en la competencia.

## Equipos participantes
| Club                  | Localidad                                | Estadio                                            | Capacidad |
| --------------------- | ---------------------------------------- | -------------------------------------------------- | --------- |
| Ameghino              | Villa María, Córdoba                     | La Leonera                                         | 1100      |
| Deportivo Berazategui | Berazategui, Buenos Aires                |                                                    |           |
| Las Heras             | Las Heras, Mendoza                       | Estadio Vicente Polimeni                           |           |
| Obras Basket          | Ciudad de Buenos Aires                   | Estadio Obras Sanitarias                           | 3000      |
| Quimsa                | Santiago del Estero, Santiago del Estero | Estadio Ciudad                                     | 4000      |
| Tomás de Rocamora     | Concepción del Uruguay, Entre Ríos       | Estadio Julio César Pacagnella                     | 1000      |
| Unión Florida         | Florida, Buenos Aires                    | Estadio Unión Florida                              | 240       |
| Vélez Sarsfield       | Ciudad de Buenos Aires                   | Microestadio Vélez Sarsfield; Estadio Víctor Barba | 1500      |

## Formato de competencia
El torneo está dividido en dos fases, una fase regular y play-offs. En la fase regular se enfrentan todos los equipos dos veces, una como local y otra como visitante.
En este torneo el mínimo de jugadores franquicias y/o extranjeras que cada equipo puede contratar es de 2 y con un máximo de 4 jugadoras.
Jugadoras franquicia
De quince (15) es la lista de jugadoras franquicia para esta segunda edición.
| - Agostina Burani (Unión Florida) - Andrea Boquete (Obras Basket) - Cecilia Liñeira - Celia Fiorotto (Deportivo Berazategui) - Débora González - Gisela Vega - Julieta Armesto (Ameghino de Villa María) - Mara Marchizotti | - Macarena Durso (Deportivo Berazategui) - Macarena Rosset (Obras Basket) - Melisa Gretter - Natacha Pérez (Las Heras de Mendoza) - Ornella Santana (Deportivo Berazategui) - Sofía Aispurúa (Obras Basket) - Victoria Llorente (Vélez Sarsfield) |

Primer torneo
Los ocho equipos participantes se enfrentan todos contra todos dos veces, una como local y otra como visitante, totalizando catorce (14) partidos. Al cabo de todos los partidos y con base a los resultados obtenidos en estos, los equipos se ordenan de aquel con mejor puntaje a aquel con peor puntaje del 1 al 8. El puntaje se da de la siguiente manera: 2 puntos para el ganador de un partido y 1 punto para el perdedor de un partido.
Tras ordenados los equipos se enfrentan en cuartos de final el mejor ubicado (1.°) con el peor ubicado (8.°), luego el segundo mejor ubicado (2.°) con el segundo peor ubicado (7.°) y así sucesivamente (3.° con 6.° y 4.° con 5.°). Los ganadores de estos emparejamientos acceden al «Final Four» donde, en un mismo estadio y en dos días consecutivos, se disputan la semifinales, el partido por el tercer puesto y la final. El ganador de este primer torneo clasifica a la final de la Supercopa Femenina de La Liga.
Supercopa femenina
La disputan los ganadores de los dos torneos. El ganador del primer torneo está clasificado de manera automática, mientras que si el ganador del segundo torneo resulta ser el mismo equipo que el del primer torneo, accederá a esta copa el perdedor del segundo torneo. Finalmente no se disputó.

## Primer torneo

### Primera fase
| Equipo | Equipo                  | PJ | PG | PP | Pts |
| ------ | ----------------------- | -- | -- | -- | --- |
| 1.º    | Quimsa                  | 14 | 11 | 3  | 25  |
| 2.°    | Deportivo Berazategui   | 14 | 10 | 4  | 24  |
| 3.°    | Obras Basket            | 14 | 9  | 5  | 23  |
| 4.°    | Unión Florida           | 14 | 8  | 6  | 22  |
| 5.°    | Las Heras (Mendoza)     | 14 | 7  | 7  | 21  |
| 6.°    | Ameghino (Villa María)1 | 14 | 5  | 9  | 19  |
| 7.°    | Tomás de Rocamora1      | 14 | 5  | 9  | 19  |
| 8.°    | Vélez Sarsfield         | 14 | 1  | 13 | 15  |

1: El desempate entre Ameghino y Tomás de Rocamora se definió por los enfrentamientos entre ellos. Ameghino ganó 67 a 58 el 25 de marzo y Rocamora ganó 74 a 66 el 12 de abril. La suma de los enfrentamientos favoreció a Ameghino que ganó 133 a 132.
| Vélez Sarsfield       | 49 - 54 | Tomás de Rocamora     | Héctor Etchart         | 9 de marzo  | 16:00 |
| Deportivo Berazategui | 70 - 69 | Ameghino (VM)         | Héctor Etchart         | 9 de marzo  | 18:00 |
| Obras Basket          | 76 - 69 | Las Heras (M)         | Héctor Etchart         | 9 de marzo  | 20:00 |
| Unión Florida         | 46 - 65 | Quimsa                | Héctor Etchart         | 9 de marzo  | 22:00 |
| Vélez Sarsfield       | 67 - 74 | Las Heras (M)         | Unión Florida          | 10 de marzo | 17:00 |
| Unión Florida         | 79 - 67 | Ameghino (VM)         | Unión Florida          | 10 de marzo | 20:00 |
| Obras Basket          | 80 - 55 | Tomás de Rocamora     | Obras Sanitarias       | 10 de marzo | 21:00 |
| Deportivo Berazategui | 60 - 48 | Quimsa                | Deportivo Berazategui  | 10 de marzo | 21:30 |
| Tomás de Rocamora     | 52 - 64 | Quimsa                | Julio César Pacagnella | 12 de marzo | 21:00 |
| Ameghino (VM)         | 59 - 71 | Obras Basket          | La Leonera             | 14 de marzo | 21:30 |
| Tomás de Rocamora     | 62 - 78 | Deportivo Berazategui | Julio César Pacagnella | 15 de marzo | 21:00 |
| Quimsa                | 70 - 61 | Obras Basket          | Ciudad                 | 16 de marzo | 19:00 |
| Ameghino (VM)         | 67 - 58 | Vélez Sarsfield       | La Leonera             | 16 de marzo | 21:30 |
| Las Heras (M)         | 66 - 53 | Unión Florida         | Vicente Polimeni       | 17 de marzo | 21:30 |
| Quimsa                | 68 - 60 | Vélez Sarsfield       | Ciudad                 | 18 de marzo | 21:00 |
| Las Heras (M)         | 64 - 79 | Deportivo Berazategui | Vicente Polimeni       | 20 de marzo | 21:30 |
| Ameghino (VM)         | 74 - 79 | Las Heras (M)         | La Leonera             | 23 de marzo | 21:30 |
| Deportivo Berazategui | 69 - 77 | Obras Basket          | Deportivo Berazategui  | 24 de marzo | 21:30 |
| Unión Florida         | 60 - 57 | Vélez Sarsfield       | Unión Florida          | 24 de marzo | 21:30 |
| Vélez Sarsfield       | 54 - 68 | Deportivo Berazategui | Víctor Barba           | 25 de marzo | 20:30 |
| Obras Basket          | 66 - 70 | Unión Florida         | Obras Sanitarias       | 25 de marzo | 21:00 |
| Ameghino (VM)         | 67 - 58 | Tomás de Rocamora     | La Leonera             | 25 de marzo | 21:00 |
| Quimsa                | 63 - 48 | Las Heras (M)         | Ciudad                 | 25 de marzo | 21:00 |
| Quimsa                | 68 - 53 | Tomás de Rocamora     | Ciudad                 | 27 de marzo | 22:00 |
| Deportivo Berazategui | 58 - 57 | Unión Florida         | Deportivo Berazategui  | 29 de marzo | 21:30 |
| Vélez Sarsfield       | 52 - 75 | Obras Basket          | Víctor Barba           | 29 de marzo | 21:30 |
| Obras Basket          | 72 - 43 | Vélez Sarsfield       | Obras Sanitarias       | 31 de marzo | 21:00 |

| Unión Florida | 60 - 54 | Deportivo Berazategui | Unión Florida          | 1 de abril  | 20:00 |
| Tomás de Rocamora | 71 - 75 | Las Heras (M)         | Julio César Pacagnella | 2 de abril  | 21:00 |
| Ameghino (VM) | 65 - 80 | Quimsa                | La Leonera             | 2 de abril  | 21:30 |
| Obras Basket | 68 - 70 | Quimsa                | Obras Sanitarias       | 4 de abril  | 18:00 |
| Unión Florida | 63 - 45 | Las Heras (M)         | Unión Florida          | 4 de abril  | 21:30 |
| Obras Basket | 69 - 65 | Ameghino (VM)         | Obras Sanitarias       | 5 de abril  | 21:00 |
| Unión Florida | 88 - 57 | Tomás de Rocamora     | Unión Florida          | 5 de abril  | 21:30 |
| Vélez Sarsfield | 60 - 69 | Quimsa                | Víctor Barba           | 5 de abril  | 21:30 |
| Deportivo Berazategui | 58 - 54 | Las Heras (M)         | Deportivo Berazategui  | 5 de abril  | 21:30 |
| Deportivo Berazategui | 62 - 60 | Tomás de Rocamora     | Deportivo Berazategui  | 6 de abril  | 21:30 |
| Vélez Sarsfield | 74 - 81 | Ameghino (VM)         | Víctor Barba           | 6 de abril  | 21:30 |
| 8 de abril: partido de las estrellas de la Liga de Basquete Feminino (Brasil). Liga de Basquete Feminino vs. Liga Femenina de Básquetbol. |         |                       |                        |             |       |
| Tomás de Rocamora | 69 - 56 | Unión Florida         | Julio César Pacagnella | 9 de abril  | 21:00 |
| Las Heras (M) | 64 - 67 | Ameghino (VM)         | Vicente Polimeni       | 10 de abril | 21:30 |
| Tomás de Rocamora | 74 - 66 | Ameghino (VM)         | Julio César Pacagnella | 12 de abril | 21:00 |
| Deportivo Berazategui | 86 - 60 | Vélez Sarsfield       | Deportivo Berazategui  | 12 de abril | 21:30 |
| Unión Florida | 75 - 67 | Obras Basket          | Unión Florida          | 12 de abril | 21:30 |
| Las Heras (M) | 80 - 65 | Quimsa                | Vicente Polimeni       | 13 de abril | 21:30 |
| Vélez Sarsfield | 70 - 57 | Unión Florida         | Víctor Barba           | 14 de abril | 20:30 |
| Obras Basket | 78 - 64 | Deportivo Berazategui | Obras Sanitarias       | 15 de abril | 21:00 |
| Las Heras (M) | 73 - 56 | Tomás de Rocamora     | Vicente Polimeni       | 15 de abril | 21:30 |
| Quimsa | 75 - 51 | Ameghino (VM)         | Ciudad                 | 17 de abril | 22:00 |
| Tomás de Rocamora | 62 - 55 | Vélez Sarsfield       | Julio César Pacagnella | 18 de abril | 21:00 |
| Las Heras (M) | 59 - 78 | Obras Basket          | Vicente Polimeni       | 18 de abril | 21:30 |
| Ameghino (VM) | 80 - 78 | Deportivo Berazategui | La Leonera             | 20 de abril | 21:30 |
| Quimsa | 69 - 57 | Unión Florida         | Ciudad                 | 21 de abril | 21:00 |
| Tomás de Rocamora | 73 - 72 | Obras Basket          | Julio César Pacagnella | 22 de abril | 20:00 |
| Las Heras (M) | 93 - 70 | Vélez Sarsfield       | Vicente Polimeni       | 22 de abril | 20:00 |
| Quimsa | 57 - 64 | Deportivo Berazategui | Ciudad                 | 22 de abril | 21:00 |
| Ameghino (VM) | 52 - 58 | Unión Florida         | La Leonera             | 22 de abril | 21:00 |

### Segunda fase

#### Cuadro
|  | Cuartos de final | Cuartos de final       | Cuartos de final | Cuartos de final      | Cuartos de final |    |     | Semifinales  | Semifinales | Semifinales |  |     | Final        | Final | Final |  |
|  |                  |                        |                  |                       |                  |    |     |              |             |             |  |     |              |       |       |  |
|  |                  |                        |                  |                       |                  |    |     |              |             |             |  |     |              |       |       |  |
|  | 1.°              | Quimsa                 | 72               | 56                    | —                |    |     |              |             |             |  |     |              |       |       |  |
|  | 1.°              | Quimsa                 | 72               | 56                    | —                |    |     |              |             |             |  |     |              |       |       |  |
|  | 8.°              | Vélez Sarsfield        | 65               | 53                    | —                |    |     |              |             |             |  |     |              |       |       |  |
|  | 8.°              | Vélez Sarsfield        | 65               | 53                    | —                |    | 1.° | Quimsa       | 67          |             |  |     |              |       |       |  |
|  |                  |                        |                  |                       |                  |    | 1.° | Quimsa       | 67          |             |  |     |              |       |       |  |
|  |                  |                        | 5.°              | Las Heras (Mendoza)   | 65               |    |     |              |             |             |  |     |              |       |       |  |
|  | 4.°              | Unión Florida          | 5.°              | Las Heras (Mendoza)   | 65               | 76 | 48  | 63           |             |             |  |     |              |       |       |  |
|  | 4.°              | Unión Florida          |                  |                       |                  |    |     | 63           |             |             |  |     |              |       |       |  |
|  | 5.°              | Las Heras (Mendoza)    | 60               | 50                    | 69               |    |     |              |             |             |  |     |              |       |       |  |
|  | 5.°              | Las Heras (Mendoza)    | 60               | 50                    | 69               |    |     |              |             |             |  | 3.° | Obras Basket | 74    |       |  |
|  |                  |                        |                  |                       |                  |    |     |              |             |             |  | 3.° | Obras Basket | 74    |       |  |
|  |                  |                        | 1.°              | Quimsa                | 75               |    |     |              |             |             |  |     |              |       |       |  |
|  | 2.°              | Deportivo Berazategui  | 1.°              | Quimsa                | 75               | 68 | 67  | —            |             |             |  |     |              |       |       |  |
|  | 2.°              | Deportivo Berazategui  |                  |                       |                  |    |     | —            |             |             |  |     |              |       |       |  |
|  | 7.°              | Tomás de Rocamora      | 55               | 51                    | —                |    |     |              |             |             |  |     |              |       |       |  |
|  | 7.°              | Tomás de Rocamora      | 55               | 51                    | —                |    | 3.° | Obras Basket | 65          |             |  |     |              |       |       |  |
|  |                  |                        |                  |                       |                  |    | 3.° | Obras Basket | 65          |             |  |     |              |       |       |  |
|  |                  |                        | 2.°              | Deportivo Berazategui | 55               |    |     |              |             |             |  |     |              |       |       |  |
|  | 3.°              | Obras Basket           | 2.°              | Deportivo Berazategui | 55               | 96 | 72  | 78           |             |             |  |     |              |       |       |  |
|  | 3.°              | Obras Basket           |                  |                       |                  |    |     | 78           |             |             |  |     |              |       |       |  |
|  | 6.°              | Ameghino (Villa María) | 51               | 76                    | 47               |    |     |              |             |             |  |     |              |       |       |  |
|  | 6.°              | Ameghino (Villa María) | 51               | 76                    | 47               |    |     |              |             |             |  |     |              |       |       |  |
|  |                  |                        |                  |                       |                  |    |     |              |             |             |  |     |              |       |       |  |

Nota: el equipo ubicado en la primera línea obtuvo la ventaja de localía en los enfrentamientos de cuartos de final, y la localía en las semifinales y la final.

#### Cuartos de final
Quimsa - Vélez Sarsfield
| 26 de abril, 20:30 | Vélez Sarsfield                                                            | 65–72                | Quimsa                                                      | Buenos Aires                                                                                     |  |  |
|                    | Parciales: 28-17, 12-20, 5-22, 20-13                                       |                      |                                                             |                                                                                                  |  |  |
|                    | Estadísticas Amaiquén Siciliano 27 Alejandra Alonso 9 Emilia García Leon 2 | Reporte Pts Reb Asts | Estadísticas 16 Gisela Vega 13 Gisela Vega 5 Ivaney Márquez | Pabellón: Estadio Víctor Barba Árbitros: * José Domínguez * Florencia Benzer * Florencia Dearmas |  |  |
| Serie: 0 - 1       |                                                                            |                      |                                                             |                                                                                                  |  |  |
|                    |                                                                            |                      |                                                             |                                                                                                  |  |  |

| 5 de mayo, 21:00 | Quimsa                                                     | 56–53                | Vélez Sarsfield                                                        | Santiago del Estero                                                                   |  |  |
|                  | Parciales: 13-12, 19-11, 7-22, 17-8                        |                      |                                                                        |                                                                                       |  |  |
|                  | Estadísticas Gisela Vega 17 Gisela Vega 12 Victoria Lara 4 | Reporte Pts Reb Asts | Estadísticas 12 Alejandra Alonso 7 Alejandra Alonso 4 Alejandra Alonso | Pabellón: Estadio Ciudad Árbitros: * María Noelia Díaz * Eric Páez * Fernando Herrera |  |  |
| Serie: 2 - 0     |                                                            |                      |                                                                        |                                                                                       |  |  |
|                  |                                                            |                      |                                                                        |                                                                                       |  |  |

Deportivo Berazategui - Tomás de Rocamora
| 28 de abril, 21:00 | Tomás de Rocamora                                               | 55–68                | Deportivo Berazategui                                            | Concepción del Uruguay                                                                                |  |  |
|                    | Parciales: 16-16, 9-21, 15-8, 15-23                             |                      |                                                                  | |  |  |
|                    | Estadísticas Camila Suárez 13 Keira Robinson 9 Keira Robinson 4 | Reporte Pts Reb Asts | Estadísticas 20 Celia Fiorotto 13 Celia Fiorotto 4 Julieta Mungo | Pabellón: Estadio Julio Pacagnella Árbitros: * Ezequiel Macías * Ramiro Barón * Juan Manuel Maldonado |  |  |
| Serie: 0 - 1       |                                                                 |                      |                                                                  | |  |  |
|                    |                                                                 |                      |                                                                  | |  |  |

| 5 de mayo, 21:30 | Deportivo Berazategui                                               | 67–51                | Tomás de Rocamora                                                       | Berazategui                                                                                |  |  |
|                  | Parciales: 14-11, 11-7, 21-9, 21-24                                 |                      |                                                                         |                                                                                            |  |  |
|                  | Estadísticas Sofía Castillo 18 Celia Fiorotto 9 Luciana Delabarba 7 | Reporte Pts Reb Asts | Estadísticas 20 Keira Robinson 14 Sabrina Scevola 3 Sabina Bello Tarela | Pabellón: Deportivo Berazategui Árbitros: * Cristian Díaz * Daniela Medero * Érica Aragona |  |  |
| Serie: 2 - 0     |                                                                     |                      |                                                                         |                                                                                            |  |  |
|                  |                                                                     |                      |                                                                         |                                                                                            |  |  |

Obras Basket - Ameghino (Villa María)
| 28 de abril, 21:00 | Ameghino (VM)                                                                                      | 51–96                | Obras Basket                                                           | Villa María                                                                                 |  |  |
|                    | Parciales: 16-22, 5-20, 13-28, 17-26                                                               |                      |                                                                        |                                                                                             |  |  |
|                    | Estadísticas Brenda Schmidt 15 Brenda Schmidt 8 Julieta Armesto, Regina Carosio y Brenda Schmidt 2 | Reporte Pts Reb Asts | Estadísticas 17 Macarena Rosset 9 Johanna Puchetti 7 Dayshalee Salaman | Pabellón: Estadio La Leonera Árbitros: * Georgina Larrosa * Andrés Cassina * Ezequiel Silva |  |  |
| Serie: 0 - 1       | |                      |                                                                        |                                                                                             |  |  |
|                    | |                      |                                                                        |                                                                                             |  |  |

| 5 de mayo, 21:00 | Obras Basket                                                         | 72–76                | Ameghino (VM)                                                           | Buenos Aires                                                                                       |  |  |
|                  | Parciales: 22-14, 8-22, 20-22, 22-18                                 |                      |                                                                         | |  |  |
|                  | Estadísticas Macarena Rosset 21 Barbara Landro 6 Dayshalee Salaman 6 | Reporte Pts Reb Asts | Estadísticas 21 Brenda Schmidt 11 Julieta Armestero 3 Julieta Armestero | Pabellón: Estadio Obras Sanitarias Árbitros: * Carolina Quiroga * Florencia Benzer * Carla Domingo |  |  |
| Serie: 1 - 1     |                                                                      |                      |                                                                         | |  |  |
|                  |                                                                      |                      |                                                                         | |  |  |

| 6 de mayo, 22:00 | Obras Basket                                                         | 78–47                | Ameghino (VM)                                                       | Buenos Aires                                                                                      |  |  |
|                  | Parciales: 23-10, 16-17, 22-9, 17-11                                 |                      |                                                                     |                                                                                                   |  |  |
|                  | Estadísticas Andrea Boquete 20 Andrea Boquete 14 Dayshalee Salaman 7 | Reporte Pts Reb Asts | Estadísticas 13 Julieta Armesto 8 Julieta Armesto 3 Julieta Armesto | Pabellón: Estadio Obras Sanitarias Árbitros: * Cristian Díaz * Macarena Costales * Daniela Medero |  |  |
| Serie: 2 - 1     |                                                                      |                      |                                                                     |                                                                                                   |  |  |
|                  |                                                                      |                      |                                                                     |                                                                                                   |  |  |

Unión Florida - Las Heras (Mendoza)
| 29 de abril, 20:00 | Las Heras (M)                                                | 60–76                | Unión Florida                                                   | Las Heras                                                                                   |  |  |
|                    | Parciales: 11-13, 19-19, 8-22, 22-22                         |                      |                                                                 |                                                                                             |  |  |
|                    | Estadísticas Natacha Pérez 27 Érica Sánchez 8 Julieta Tell 3 | Reporte Pts Reb Asts | Estadísticas 27 Imanity Tate 10 Diana Cabrera 5 Agustina García | Pabellón: Estadio Vicente Polimeni Árbitros: * Micaela Prado * Mariela Quini * María Torres |  |  |
| Serie: 0 - 1       |                                                              |                      |                                                                 |                                                                                             |  |  |
|                    |                                                              |                      |                                                                 |                                                                                             |  |  |

| 5 de mayo, 21:30 | Unión Florida                                                           | 48–50                | Las Heras (M)                                                | Florida                                                                                           |  |  |
|                  | Parciales: 4-15, 13-11, 19-6, 12-18                                     |                      |                                                              |                                                                                                   |  |  |
|                  | Estadísticas Agustina Burani 14 Agustina Burani 10 Florencia Martínez 3 | Reporte Pts Reb Asts | Estadísticas 20 Natacha Pérez 8 Julieta Tell 3 Érica Sánchez | Pabellón: Estadio Unión Florida Árbitros: * Matías Sotelo * Karina Baccarelli * Florencia Dearmas |  |  |
| Serie: 1 - 1     |                                                                         |                      |                                                              |                                                                                                   |  |  |
|                  |                                                                         |                      |                                                              |                                                                                                   |  |  |

| 6 de mayo, 20:00 | Unión Florida                                                         | 63–69                | Las Heras (M)                                                  | Florida                                                                                          |  |  |
|                  | Parciales: 17-16, 14-14, 18-21, 14-18                                 |                      |                                                                |                                                                                                  |  |  |
|                  | Estadísticas Emilia Giustiniani 12 Diana Cabrera 16 Agustina García 4 | Reporte Pts Reb Asts | Estadísticas 15 Érica Sánchez 11 Érica Sánchez 3 Natacha Pérez | Pabellón: Estadio Unión Florida Árbitros: * Lucas Sotelo * Karina Baccarelli * Florencia Dearmas |  |  |
| Serie: 1 - 2     |                                                                       |                      |                                                                |                                                                                                  |  |  |
|                  |                                                                       |                      |                                                                |                                                                                                  |  |  |

#### Final four

##### Semifinales
| 12 de mayo, 19:00 | Quimsa                                                             | 67–65                | Las Heras (M)                                                 | Buenos Aires                                                                                           |  |
|                   | Parciales: 16-13, 9-19, 25-12, 17-11                               |                      |                                                               | |  |
|                   | Estadísticas Natalia Ríos 21 Ivaney Márquez Agudo 16 Gisela Vega 6 | Reporte Pts Reb Asts | Estadísticas 17 Natacha Pérez 12 Érica Sánchez 3 Julieta Tell | Pabellón: Estadio Obras Sanitarias Árbitros: * Karina BAccarelli * Carolina Quiroga * Florencia Benzer |  |

| 12 de mayo, 21:00 | Obras Basket                                                       | 65–55                | Deportivo Berazategui                                                  | Buenos Aires                                                               |  |
|                   | Parciales: 15-17, 12-10, 21-7, 17-21                               |                      |                                                                        |                                                                            |  |
|                   | Estadísticas Dayshalee Salaman 17 Johanna Puchetti 17 Ornela Pag 6 | Reporte Pts Reb Asts | Estadísticas 17 Sofía Castillo 10 Celia Fiorotto 5 Luciana Delabarbara | Pabellón: Estadio Obras Sanitarias Árbitros: * Prado * Peruchini * Larrosa |  |

##### Final
| 13 de mayo, 21:00 | Obras Basket                                                          | 74–75                | Quimsa                                                           | Buenos Aires |  |
|                   | Parciales: 15-24, 9-9, 19-15, 21-16 (T.E.: 10-11)                     |                      |                                                                  | |  |
|                   | Estadísticas Andrea Boquete 30 Andrea Boquete 12 Dayshalee Salaman 10 | Reporte Pts Reb Asts | Estadísticas 20 Ivaney Márquez 9 Ivaney Márquez 6 Ivaney Márquez | Pabellón: Estadio Obras Sanitarias Árbitros: * Virginia Peruccini * Florencia Benser * Georgina Larosa Televisión: DeporTV |  |

## Segundo torneo

### Primera fase
| Equipo | Equipo                 | PJ | PG | PP | Pts |
| ------ | ---------------------- | -- | -- | -- | --- |
| 1.º    | Deportivo Berazategui  | 14 | 12 | 2  | 26  |
| 2.°    | Unión Florida          | 14 | 11 | 3  | 25  |
| 3.°    | Quimsa1                | 14 | 8  | 6  | 22  |
| 4.°    | Obras Basket1          | 14 | 8  | 6  | 22  |
| 5.°    | Tomás de Rocamora2     | 14 | 7  | 7  | 21  |
| 6.°    | Vélez Sarsfield2       | 14 | 7  | 7  | 21  |
| 7.°    | Ameghino (Villa María) | 14 | 3  | 11 | 17  |
| 8.°    | Las Heras (Mendoza)    | 14 | 0  | 14 | 14  |

1: El desempate entre Quimsa y Obras Basket se definió por los enfrentamientos entre ellos. Quimsa ganó 81 a 67 el 1 de julio y Obras ganó 57 a 54 el 9 de julio. La suma de los enfrentamientos favoreció a Quimsa que ganó 135 a 124..
2: El desempate entre Tomás de Rocamora y Vélez Sarsfield se definió por los enfrentamientos entre ellos. Rocamora ganó ambos encuentros..
| Unión Florida         | 76 - 69 | Quimsa                | Unión Florida          | 26 de mayo | 20:30 |
| Obras Basket          | 84 - 55 | Las Heras (M)         | Obras Sanitarias       | 26 de mayo | 21:00 |
| Deportivo Berazategui | 65 - 57 | Ameghino (VM)         | Deportivo Berazategui  | 26 de mayo | 21:30 |
| Vélez Sarsfield       | 79 - 82 | Tomás de Rocamora     | Víctor Barba           | 26 de mayo | 21:30 |
| Vélez Sarsfield       | 77 - 51 | Las Heras (M)         | Víctor Barba           | 27 de mayo | 17:00 |
| Deportivo Berazategui | 56 - 49 | Quimsa                | Deportivo Berazategui  | 27 de mayo | 20:00 |
| Unión Florida         | 85 - 71 | Ameghino (VM)         | Unión Florida          | 27 de mayo | 20:00 |
| Obras Basket          | 71 - 64 | Tomás de Rocamora     | Obras Sanitarias       | 27 de mayo | 21:00 |
| Tomás de Rocamora     | 77 - 82 | Quimsa                | Julio César Pacagnella | 29 de mayo | 21:00 |
| Vélez Sarsfield       | 64 - 58 | Deportivo Berazategui | Víctor Barba           | 29 de mayo | 21:30 |
| Las Heras (M)         | 67 - 76 | Obras Basket          | Vicente Polimeni       | 31 de mayo | 21:30 |

| Quimsa                | 59 - 84  | Deportivo Berazategui | Ciudad                 | 1 de junio  | 21:00 |
| Ameghino (VM)         | 78 - 73  | Vélez Sarsfield       | La Leonera             | 1 de junio  | 21:30 |
| Unión Florida         | 64 - 62  | Obras Basket          | Unión Florida          | 3 de junio  | 20:00 |
| Ameghino (VM)         | 67 - 73  | Deportivo Berazategui | La Leonera             | 3 de junio  | 20:00 |
| Las Heras (M)         | 64 - 84  | Tomás de Rocamora     | Vicente Polimeni       | 3 de junio  | 21:30 |
| Quimsa                | 58 - 59  | Vélez Sarsfield       | Ciudad                 | 3 de junio  | 22:00 |
| Las Heras (M)         | 71 - 81  | Unión Florida         | Vicente Polimeni       | 8 de junio  | 21:00 |
| Tomás de Rocamora     | 82 - 89  | Obras Basket          | Julio César Pacagnella | 8 de junio  | 21:30 |
| Las Heras (M)         | 79 - 81  | Quimsa                | Vicente Polimeni       | 10 de junio | 18:00 |
| Tomás de Rocamora     | 66 - 69  | Obras Basket          | Julio César Pacagnella | 10 de junio | 20:00 |
| Obras Basket          | 68 - 75  | Unión Florida         | Obras Sanitarias       | 13 de junio | 21:00 |
| Ameghino (VM)         | 64 - 91  | Tomás de Rocamora     | La Leonera             | 15 de junio | 20:00 |
| Obras Basket          | 70 - 72  | Vélez Sarsfield       | Obras Sanitarias       | 15 de junio | 21:00 |
| Quimsa                | 79 - 57  | Las Heras (M)         | Ciudad                 | 15 de junio | 21:00 |
| Unión Florida         | 61 - 62  | Deportivo Berazategui | Unión Florida          | 16 de junio | 21:30 |
| Ameghino (VM)         | 82 - 79  | Las Heras (M)         | La Leonera             | 17 de junio | 20:00 |
| Quimsa                | 71 - 68  | Tomás de Rocamora     | Ciudad                 | 17 de junio | 20:00 |
| Vélez Sarsfield       | 67 - 55  | Unión Florida         | Víctor Barba           | 18 de junio | 21:30 |
| Quimsa                | 66 - 50  | Ameghino (VM)         | Ciudad                 | 19 de junio | 21:00 |
| Deportivo Berazategui | 83 - 76  | Obras Basket          | Deportivo Berazategui  | 19 de junio | 21:30 |
| Tomás de Rocamora     | 67 - 62  | Vélez Sarsfield       | Julio César Pacagnella | 21 de junio | 21:00 |
| Las Heras (M)         | 74 - 83  | Ameghino (VM)         | Vicente Polimeni       | 22 de junio | 21:30 |
| Deportivo Berazategui | 66 - 53  | Unión Florida         | Deportivo Berazategui  | 23 de junio | 21:30 |
| Vélez Sarsfield       | 74 - 81  | Obras Basket          | Víctor Barba           | 24 de junio | 20:30 |
| Ameghino (VM)         | 66 - 101 | Quimsa                | La Leonera             | 25 de junio | 21:30 |
| Obras Basket          | 73 - 76  | Deportivo Berazategui | Obras Sanitarias       | 26 de junio | 21:00 |
| Tomás de Rocamora     | 80 - 64  | Las Heras (M)         | Julio César Pacagnella | 26 de junio | 21:00 |
| Unión Florida         | 67 - 49  | Vélez Sarsfield       | Unión Florida          | 26 de junio | 21:30 |
| Tomás de Rocamora     | 70 - 61  | Ameghino (VM)         | Julio César Pacagnella | 28 de junio | 21:00 |
| Unión Florida         | 71 - 45  | Las Heras (M)         | Unión Florida          | 28 de junio | 21:30 |
| Obras Basket          | 83 - 76  | Ameghino (VM)         | Obras Sanitarias       | 30 de junio | 21:00 |
| Unión Florida         | 88 - 74  | Tomás de Rocamora     | Unión Florida          | 30 de junio | 21:30 |
| Deportivo Berazategui | 71 - 47  | Las Heras (M)         | Deportivo Berazategui  | 30 de junio | 21:30 |

| Vélez Sarsfield       | 68 - 55 | Ameghino (VM)         | Víctor Barba                          | 1 de julio | 18:00 |
| Deportivo Berazategui | 85 - 60 | Tomás de Rocamora     | Deportivo Berazategui                 | 1 de julio | 20:00 |
| Obras Basket          | 67 - 81 | Quimsa                | Obras Sanitarias                      | 1 de julio | 21:00 |
| Vélez Sarsfield       | 57 - 77 | Quimsa                | Víctor Barba                          | 2 de julio | 21:30 |
| Deportivo Berazategui | 57 - 56 | Vélez Sarsfield       | Deportivo Berazategui                 | 3 de julio | 21:30 |
| Las Heras (M)         | 67 - 77 | Deportivo Berazategui | Vicente Polimeni                      | 7 de julio | 20:00 |
| Ameghino (VM)         | 50 - 73 | Obras Basket          | La Leonera                            | 7 de julio | 21:00 |
| Quimsa                | 57 - 69 | Unión Florida         | Ciudad                                | 7 de julio | 21:00 |
| Tomás de Rocamora     | 70 - 69 | Deportivo Berazategui | Julio César Pacagnella                | 9 de julio | 18:00 |
| Quimsa                | 54 - 57 | Obras Basket          | Ciudad                                | 9 de julio | 18:00 |
| Las Heras (M)         | 62 - 66 | Vélez Sarsfield       | Deportistas Alvearenses, Gral. Alvear | 9 de julio | 18:00 |
| Ameghino (VM)         | 68 - 73 | Unión Florida         | La Leonera                            | 9 de julio | 18:00 |

### Segunda fase

#### Cuadro
|  | Cuartos de final | Cuartos de final       | Cuartos de final | Cuartos de final  | Cuartos de final |    |     | Semifinales           | Semifinales | Semifinales |     |               | Final                 | Final             | Final |  |
|  |                  |                        |                  |                   |                  |    |     |                       |             |             |     |               |                       |                   |       |  |
|  |                  |                        |                  |                   |                  |    |     |                       |             |             |     |               |                       |                   |       |  |
|  | 1.°              | Deportivo Berazategui  | 85               | 84                | —                |    |     |                       |             |             |     |               |                       |                   |       |  |
|  | 1.°              | Deportivo Berazategui  | 85               | 84                | —                |    |     |                       |             |             |     |               |                       |                   |       |  |
|  | 8.°              | Las Heras (Mendoza)    | 63               | 60                | —                |    |     |                       |             |             |     |               |                       |                   |       |  |
|  | 8.°              | Las Heras (Mendoza)    | 63               | 60                | —                |    | 1.° | Deportivo Berazategui | 82          |             |     |               |                       |                   |       |  |
|  |                  |                        |                  |                   |                  |    | 1.° | Deportivo Berazategui | 82          |             |     |               |                       |                   |       |  |
|  |                  |                        | 5.°              | Tomás de Rocamora | 53               |    |     |                       |             |             |     |               |                       |                   |       |  |
|  | 4.°              | Obras Basket           | 5.°              | Tomás de Rocamora | 53               | 56 | 84  | 79                    |             |             |     |               |                       |                   |       |  |
|  | 4.°              | Obras Basket           |                  |                   |                  |    |     | 79                    |             |             |     |               |                       |                   |       |  |
|  | 5.°              | Tomás de Rocamora      | 63               | 63                | 83               |    |     |                       |             |             |     |               |                       |                   |       |  |
|  | 5.°              | Tomás de Rocamora      | 63               | 63                | 83               |    |     |                       |             |             |     | 1.°           | Deportivo Berazategui | 68                |       |  |
|  |                  |                        |                  |                   |                  |    |     |                       |             |             |     | 1.°           | Deportivo Berazategui | 68                |       |  |
|  |                  |                        | 3.°              | Quimsa            | 53               |    |     |                       |             |             |     |               |                       |                   |       |  |
|  | 2.°              | Unión Florida          | 3.°              | Quimsa            | 53               | 81 | 77  | —                     |             |             |     |               |                       |                   |       |  |
|  | 2.°              | Unión Florida          |                  |                   |                  |    |     | —                     |             |             |     |               |                       |                   |       |  |
|  | 7.°              | Ameghino (Villa María) | 62               | 61                | —                |    |     |                       |             |             |     |               |                       |                   |       |  |
|  | 7.°              | Ameghino (Villa María) | 62               | 61                | —                |    | 2.° | Unión Florida         | 62          |             |     | Tercer lugar  | Tercer lugar          | Tercer lugar      |       |  |
|  |                  |                        |                  |                   |                  |    | 2.° | Unión Florida         | 62          |             |     | Tercer lugar  | Tercer lugar          | Tercer lugar      |       |  |
|  |                  |                        | 3.°              | Quimsa            | 64               |    |     |                       |             |             |     |               |                       |                   |       |  |
|  | 3.°              | Quimsa                 | 3.°              | Quimsa            | 64               | 76 | 79  | —                     |             |             | 2.° | Unión Florida | 64                    |                   |       |  |
|  | 3.°              | Quimsa                 |                  |                   |                  |    |     | —                     |             |             | 2.° | Unión Florida | 64                    |                   |       |  |
|  | 6.°              | Vélez Sarsfield        | 71               | 78                | —                |    |     |                       |             |             |     |               | 5.°                   | Tomás de Rocamora | 60    |  |
|  | 6.°              | Vélez Sarsfield        | 71               | 78                | —                |    |     |                       |             |             |     |               | 5.°                   | Tomás de Rocamora | 60    |  |
|  |                  |                        |                  |                   |                  |    |     |                       |             |             |     |               |                       |                   |       |  |

Nota: el equipo ubicado en la primera línea obtuvo la ventaja de localía en los enfrentamientos de cuartos de final, y la localía en las semifinales y la final.

#### Cuartos de final
Deportivo Berazategui - Las Heras (Mendoza)
| 28 de julio, 21:30 | Las Heras (M)                                                  | 63–85                | Deportivo Berazategui                                             | Las Heras                                                                                      |  |  |
|                    | Parciales: 13-23, 16-23, 23-18, 11-21                          |                      |                                                                   |                                                                                                |  |  |
|                    | Estadísticas Natacha Pérez 22 Natacha Pérez 11 Abril Ramírez 6 | Reporte Pts Reb Asts | Estadísticas 31 Macarena Durso 10 Celia Fiorotto 9 Macarena Durso | Pabellón: Estadio Vicente Polimeni Árbitros: * Micaela Prado * Romina Morales * Belén Calderón |  |  |
| Serie: 0 - 1       |                                                                |                      |                                                                   |                                                                                                |  |  |
|                    |                                                                |                      |                                                                   |                                                                                                |  |  |

| 2 de agosto, 21:30 | Deportivo Berazategui                                                | 84–60                | Las Heras (M)                                                  | Berazategui                                                                                    |  |  |
|                    | Parciales: 31-17, 22-10, 17-19, 14-14                                |                      |                                                                |                                                                                                |  |  |
|                    | Estadísticas María Juiordhul 17 Celia Fiorotto 9 Luciana Delabarba 8 | Reporte Pts Reb Asts | Estadísticas 14 Erica Sánchez 13 Erica Sánchez 2 Erica Sánchez | Pabellón: Deportivo Berazategui Árbitros: * Carla Domingo * Florencia Dearmas * Ricardo Marino |  |  |
| Serie: 2 - 0       |                                                                      |                      |                                                                |                                                                                                |  |  |
|                    |                                                                      |                      |                                                                |                                                                                                |  |  |

Unión Florida - Ameghino (Villa María)
| 29 de julio, 17:00 | Ameghino (VM)                                                        | 62–81                | Unión Florida                                                  | Villa María                                                        |  |  |
|                    | Parciales: 17-20, 13-23, 20-20, 12-18                                |                      |                                                                |                                                                    |  |  |
|                    | Estadísticas Katarina Vuckovic 17 Julieta Armesto 7 Regina Carosio 8 | Reporte Pts Reb Asts | Estadísticas 17 Iciar Velasco 9 Imanity Tate 10 Melisa Gretter | Pabellón: Estadio La Leonera Árbitros: * Larrosa * Cassina * Silva |  |  |
| Serie: 0 - 1       |                                                                      |                      |                                                                |                                                                    |  |  |
|                    |                                                                      |                      |                                                                |                                                                    |  |  |

| 2 de agosto, 21:00 | Unión Florida                                                  | 77–61                | Ameghino (VM)                                                           | Florida                                                                                              |  |  |
|                    | Parciales: 17-7, 23-10, 23-19, 14-25                           |                      |                                                                         | |  |  |
|                    | Estadísticas Iciar Velasco 17 Débora Cabrera 8 Iciar Velasco 3 | Reporte Pts Reb Asts | Estadísticas 17 Katarina Vuckovic 11 Katarina Vuckovic 7 Regina Carosio | Pabellón: Estadio Unión Florida Árbitros: * José Domínguez * Macarena Costales * Victoria Spinazzola |  |  |
| Serie: 2 - 0       |                                                                |                      |                                                                         | |  |  |
|                    |                                                                |                      |                                                                         | |  |  |

Quimsa - Vélez Sarsfield
| 28 de julio, 21:30 | Vélez Sarsfield                                                                | 71–76                | Quimsa                                                      | Buenos Aires                                                                                       |  |  |
|                    | Parciales: 15-14, 14-17, 14-22, 28-23                                          |                      |                                                             | |  |  |
|                    | Estadísticas Malena Velasco Sosa 22 Victoria Llorente 14 Malena Velasco Sosa 4 | Reporte Pts Reb Asts | Estadísticas 19 Gisela Vega 15 Gisela Vega 3 Ivaney Márquez | Pabellón: Estadio Víctor Barba Árbitros: * Karina Baccareli * Florencia Benzer * Florencia D'Armas |  |  |
| Serie: 0 - 1       |                                                                                |                      |                                                             | |  |  |
|                    |                                                                                |                      |                                                             | |  |  |

| 1 de agosto, 20:00 | Quimsa                                                      | 79–78                | Vélez Sarsfield                                                           | Santiago del Estero                                                                   |  |  |
|                    | Parciales: 21-11, 17-21, 24-12, 17-34                       |                      |                                                                           |                                                                                       |  |  |
|                    | Estadísticas Gisela Vega 16 Adijat Adams 9 Ivaney Márquez 5 | Reporte Pts Reb Asts | Estadísticas 26 Débora González 14 Victoria Llorente 3 Florencia Llorente | Pabellón: Estadio Ciudad Árbitros: * María Noelia Díaz * Silvia Barraza * Sofía Nocco |  |  |
| Serie: 2 - 0       |                                                             |                      |                                                                           |                                                                                       |  |  |
|                    |                                                             |                      |                                                                           |                                                                                       |  |  |

Obras Basket - Tomás de Rocamora
| 29 de julio, 17:00 | Tomás de Rocamora                                                                    | 63–56                                            | Obras Basket                                                                 | Concepción del Uruguay                                                                          |  |  |
|                    | Parciales: 14-20, 17-11, 18-15, 14-10                                                |                                                  |                                                                              |                                                                                                 |  |  |
|                    | Estadísticas Keira Robinson 25 Izabella Frederico Sangalli 11 Sabina Bellot Tarela 4 | www.fibalivestats.com/u/ADC/897653/ Pts Reb Asts | Estadísticas 14 Jennefer Nonato Calixto 8 Belén Echeverría 4 Macarena Rosset | Pabellón: Estadio Julio Pacagnella Árbitros: * Erica Aragona * Macarena Costares * Noelí Sartor |  |  |
| Serie: 1 - 0       |                                                                                      |                                                  |                                                                              |                                                                                                 |  |  |
|                    |                                                                                      |                                                  |                                                                              |                                                                                                 |  |  |

| 1 de agosto, 21:00 | Obras Basket                                                        | 84–63                | Tomás de Rocamora                                                                                 | Buenos Aires                                                                                           |  |  |
|                    | Parciales: 20-10, 20-21, 23-18, 21-14                               |                      |                                                                                                   | |  |  |
|                    | Estadísticas Macarena Rosset 15 Andrea Boquete 11 Macarena Rosset 6 | Reporte Pts Reb Asts | Estadísticas 18 Izabella Frederico Sangalli 11 Izabella Frederico Sangalli 3 Sabina Bellot Tarela | Pabellón: Miniestadio Obras Sanitarias Árbitros: * Carolina Quiroga * Florencia Benzer * Carla Domingo |  |  |
| Serie: 1 - 1       |                                                                     |                      |                                                                                                   | |  |  |
|                    |                                                                     |                      |                                                                                                   | |  |  |

| 2 de agosto, 21:00 | Obras Basket                                                       | 79–83                | Tomás de Rocamora                                                                  | Buenos Aires                                                                  |  |  |
|                    | Parciales: 21-11, 15-21, 12-14, 22-24 (T.E.: 9-13)                 |                      |                                                                                    |                                                                               |  |  |
|                    | Estadísticas Andrea Boquete 23 Macarena Rosset 9 Macarena Rosset 7 | Reporte Pts Reb Asts | Estadísticas 26 Keira Robinson 10 Izabella Frederico Sangalli 6 Antonella González | Pabellón: Miniestadio Obras Sanitarias Árbitros: * Sotelo * Diaz * Baccarelli |  |  |
| Serie: 1 - 2       |                                                                    |                      |                                                                                    |                                                                               |  |  |
|                    |                                                                    |                      |                                                                                    |                                                                               |  |  |

#### Final Four

##### Semifinales
| 8 de agosto, 20:00 | Deportivo Berazategui                                                          | 82–53                | Tomás de Rocamora                                                                        | Santiago del Estero                                                                                               |  |
|                    | Parciales: 20-12, 23-11, 27-17, 12-13                                          |                      |                                                                                          | |  |
|                    | Estadísticas Macarena Durso 19 Celia Fiorotto 8 Mayra Leiva y Celia Fiorotto 4 | Reporte Pts Reb Asts | Estadísticas 21 Keira Robinson 10 Sabrina Scevola 2 Antonella González y Sabrina Scevola | Pabellón: Estadio Israel Parnas, de Independiente BBC Árbitros: * Silvia Barraza * Florencia Benzer * Sofía Nocco |  |

| 8 de agosto, 22:00 | Unión Florida                                                   | 62–64                | Quimsa                                                        | Santiago del Estero                                                                                               |  |
|                    | Parciales: 25-16, 12-11, 13-23, 12-14                           |                      |                                                               | |  |
|                    | Estadísticas Imanity Tate 18 Agustina Burani 7 Melisa Gretter 5 | Reporte Pts Reb Asts | Estadísticas 17 Adijat Adams 11 Adijat Adams 5 Ivaney Márquez | Pabellón: Estadio Israel Parnas, de Independiente BBC Árbitros: * Karina Baccarelli * Noelia Díaz * Carla Domingo |  |

##### Tercer puesto
| 9 de agosto, 18:00 | Tomás de Rocamora                                                            | 60–64                | Unión Florida                                                    | Santiago del Estero                                                                                               |  |
|                    | Parciales: 17-15, 9-9, 7-17, 16-8 (T.E.: 11-15)                              |                      |                                                                  | |  |
|                    | Estadísticas Keira Robinson 16 Izabella Frederico Sangalli 14 Sabina Bello 5 | Reporte Pts Reb Asts | Estadísticas 17 Melisa Gretter 15 Diana Cabrera 5 Melisa Gretter | Pabellón: Estadio Israel Parnas, de Independiente BBC Árbitros: * Karina Baccarelli * Carla Domingo * Sofía Nocco |  |

##### Final
| 9 de agosto, 21:00 | Quimsa                                       | 53–68                | Deportivo Berazategui                                   | Santiago del Estero |  |
|                    | Parciales: 13-18, 8-9, 16-23, 16-18          |                      |                                                         | |  |
|                    | Estadísticas Gisela Vega 16 Ivaney Márquez 5 | Reporte Pts Reb Asts | Estadísticas 14 Mayra Leiva 8 Mayra Leiva 4 Mayra Leiva | Pabellón: Estadio Israel Parnas, de Independiente BBC Árbitros: * Silvia Barraza * Florencia Benzer * Karina Baccarelli Televisión: DeporTV |  |